# Cerocala albifusa
Cerocala albifusa là một loài bướm đêm trong họ Erebidae.